# 藤井辰哉
藤井 辰哉（ふじい たつや、1965年（昭和40年）4月28日 - ）は、男性フィギュアスケート選手で現在は日本スケート連盟フィギュア強化スタッフ、東京都スケート連盟フィギュア強化副部長、日本学生氷上競技連盟フィギュア技術顧問でフィギュアスケート審判員。学習院中等科、城西大学付属城西高等学校、明治大学出身。

## 経歴
選手生活最高の結果は1990年の全日本フィギュアスケート選手権優勝と1990年の世界フィギュアスケート選手権への初出場であるが、その選手生活は長いものであった。1980年代はじめの全日本ジュニア選手権2位や第1回全国中学校体育大会制覇と共に、高いスケート技術だけでなく恵まれた体型と顔立ちが関係者の中で話題となった。
その将来を期待した日本スケート連盟は、ジュニア時代から積極的に藤井を国際試合に派遣した。81年に初出場のプラハ国際で4位入賞、その後もNHK杯、スケートアメリカ、スケートカナダなど数多くの国際大会に出場した。NHK杯国際は計7回出場し、特に1984年大会では、世界選手権7位のハイコ・フィッシャー（西ドイツ）を破り、日本男子出場選手中最高位で5位入賞（1位：アレクサンドル・ファデーエフ（URS）、2位：ブライアン・オーサー（CAN）、3位：ブライアン・ボイタノ（USA）、4位ヨゼフ・サボフチク（CZE））を果たした。
藤井の1歳年下である加納誠とは、ジュニア時代からのライバルと言われた。1988年カルガリーオリンピックの代表選考はたった１つの枠をかけて2人の一騎討ちとなったものの、初日から加納の独走を許す展開で最終順位は2位となり、オリンピックの代表は夢に終わった。加納がジャンプを得意とし、トリプルアクセルをはじめとする技術面で藤井を圧倒し、1988年の加納の引退までの十年近く、藤井は「加納の陰」となる結果となった。
その他、ユニバーシアード冬季大会は（1985,1987,1989）３大会連続代表入り。1990年の全日本選手権では若手の台頭する中悲願の初優勝を果たし、念願の世界選手権出場を果たした。しかし世界選手権本番では、コンパルソリー・オリジナルプログラム共にミスを連発し、フリースケーティングに進出出来ず24位に終わる。これを機に現役を引退した。
国内ではインカレ4連覇、国体では合計9回優勝を果たしている。1994年の八戸国体に東京都代表として国体限定で復帰出場し優勝し、最後の国体出場は1996年の栃木国体である。
1990年引退後はフジテレビに勤めるかたわら、2006年より日本学生氷上競技連盟技術顧問に就任。国内フィギュアスケート競技会では審判員も務めている。

## 主な戦績
| 大会/年              | 1979-80 | 1980-81 | 1981-82 | 1982-83 | 1983-84 | 1984-85 | 1985-86 | 1986-87 | 1987-88 | 1988-89 | 1989-90 |
| -------------------- | ------- | ------- | ------- | ------- | ------- | ------- | ------- | ------- | ------- | ------- | ------- |
| 世界選手権           |         |         |         |         |         |         |         |         |         |         | 24      |
| 全日本選手権         |         |         |         |         |         | 3       | 3       | 3       | 2       | 3       | 1       |
| 全日本ジュニア選手権 | 2       |         |         |         |         |         |         |         |         |         |         |
| スケートアメリカ     |         |         |         |         |         |         |         | 8       |         |         |         |
| NHK杯                |         |         | 10      |         |         | 5       | 5       | 8       |         | 11      | 6       |
| プラハ国際           |         |         | 4       |         |         |         |         |         |         |         |         |